# مقتل هديل الهشلمون

هديل الهشلمون، فلسطينية من مدينة الخليل تبلغ من العمر 18 عامًا، قُتلت برصاص جندي إسرائيلي في 22 سبتمبر 2015 على حاجز في الخليل في الضفة الغربية المحتلة. وبحسب الجيش الإسرائيلي، أصيبت هديل بالرصاص أثناء محاولته طعن جندي. وفقًا لجماعات حقوق الإنسان، قُتلت عندما لم تشكل تهديدًا وبالتالي كان قتلها إعدامًا خارج نطاق القضاء. كانت هديل الهشلمون من أوائل ضحايا انتفاضة القدس في الصراع الإسرائيلي الفلسطيني.

## الحدث

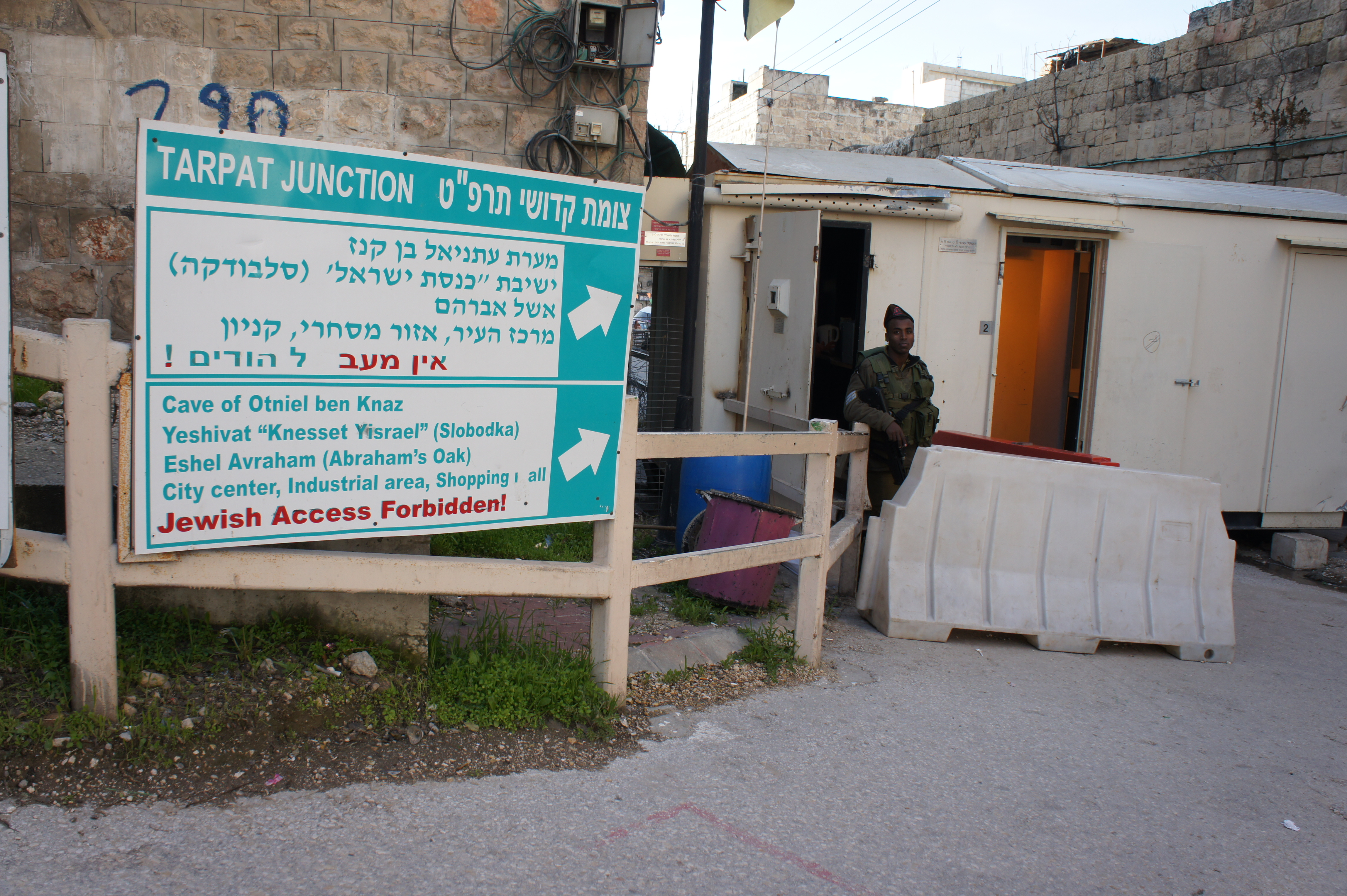
حاجز 56 في مدينة الخليل المحتلة

حسب تقرير منظمة العفو الدولية الذي يستند إلى شهادتين وتقرير الجيش الإسرائيلي، فإن الأحداث التي أدت إلى مقتل الهشلمون كانت على النحو التالي:
1. كانت الهشلمون في طريقها إلى المدرسة واضطرت إلى المرور عبر نقطة تفتيش يديرها جنود إسرائيليون في شارع الشهداء في الخليل. كان الحاجز، المعروف باسم حاجز 56 أو شوتر، معبرًا صغيرًا للمشاة يحد من تحركات الفلسطينيين بالقرب من المستوطنات اليهودية في الخليل. وصلت إلى الحاجز الساعة 7:40 صباحًا. كانت ترتدي نقاباً أسود يغطي جسدها ووجهها.[3]
2. أطلق جهاز الكشف عن المعادن صفيرًا عندما حاولت عبور الحاجز وأمرها بفتح حقيبتها للتفتيش. كانت تقف على بعد ثلاثة أمتار من الجنود. فتحت حقيبتها وعرضتها عليهم الذين صرخوا عليها مما تسبب في تجمدها.[4]
3. طبقاً للشاهد فواز أبو عيشة، 34 عاماً، الذي وقف بالقرب من الهشلمون في الحاجز وتحدث معها، أمرها الجنود بـ «العودة» بالعبرية - وهي لغة لا يبدو أنها تعرفها. أبو عيشة الذي يتحدث العبرية حاول التوسط مع الجنود لكنهم تجاهلوا محاولاته. كما حاول دون جدوى دفع الهشلمون لمغادرة الحاجز.[3]
4. وصل أربعة جنود آخرين إلى المكان ووجهوا أسلحتهم نحو الهشلمون وأبو عيشة. أطلق أحدهم رصاصة تحذيرية على الأرض. دفع الجنود أبو عيشة بعيدًا ورفضوا عرضه للمساعدة في الترجمة. في ذلك الوقت كانت هشلمون وراء قضبان حديدية تفصلها عن الجنود.[5]
5. الجندي الذي أطلق الطلقة التحذيرية أطلق النار على هشلمون في ساقها اليسرى مما تسبب في سقوطها وإلقاء حقيبتها. وطبقاً لأبو عيشة، فقد تسبب لها أيضاً في إسقاط سكين بمقبض بني كانت تخفيه تحت نقابها. ثم اقترب الجندي من الهشلمون التي استقلت بلا حراك على الأرض حتى وقف فوقها وأطلق عليها النار أربع أو خمس مرات[6] في صدرها.[7]
6. وبحسب الجيش الإسرائيلي، استمرت الهشلمون في التحرك نحو الجنود حتى بعد إطلاق طلقات تحذيرية. لكن وفقًا لمنظمة العفو الدولية، فإن هذا الادعاء يتناقض مع أقوال الشهود وصور الهشلمون التي تظهر وقوفها ثابتة. أظهرت الصورة التي نشرها الجيش الإسرائيلي بسكين الهشلمون سكينًا بمقبض أزرق وأصفر لا يتطابق أيضًا مع شهادة أبو عيشة الذي قال إن المقبض بني.[3][5]
7. وقام جنود الإحتلال بترك هديل الهشلمون ملقى على الأرض حتى وصلت سيارة الإسعاف بعد 30 إلى 40 دقيقة. وطبقاً لتقرير أحد الشهود، فإن جندياً فحص نبضها لكنه لم يقدم المساعدة الطبية. وبحسب منظمة حقوق الإنسان الأورومتوسطية (يوروميد)، رفض الجنود السماح بمرور سيارات الإسعاف والمسعفين لتقديم المساعدة الطبية.[8] نقلتها سيارة الإسعاف أولاً إلى مستوطنة كريات أربع القريبة التي تفتقر إلى وحدات العناية المركزة. في النهاية تم نقلها إلى مركز شعاري تسيديك الطبي في القدس حيث توفيت متأثرة بجراحها.[3]
8. وفي اليوم التالي أقيمت في الخليل موكب جنازة تجمع آلاف المعزين الفلسطينيين لتقديم العزاء.[9] وخرجت مظاهرة طالب فيها المتظاهرون بقوة حماية دولية لحمايتهم من جنود الاحتلال.[10]

## لقطات من الحادث
نشرت مجموعة الشباب ضد المستوطنات التي تتخذ من الخليل مقراً لها مجموعة من الصور على صفحتها على فيسبوك من الحادث قبل ثوان من إطلاق النار على الهشلمون. التقط الصور المتطوع البرازيلي مارسيل لام من برنامج المرافقة المسكوني في فلسطين وإسرائيل ونشرها أيضًا على مدونته. وأظهرت الصور جنودًا إسرائيليين يصوبون أسلحتهم عليها وعلى الشاهد أبو عيشة، وانتشرت على نطاق واسع في وسائل الإعلام الإسرائيلية والفلسطينية والدولية. نشر مركز Palmedia الإعلامي مقطع فيديو مدته دقيقتان ونصف على قناته على يوتيوب يظهر جثة هشلمون هامدة ملقاة على الأرض بينما يشاهد المستوطنون وغيرهم من المارة. وبحسب الفيديو لم يتم رؤية سكين.

## تحقيقات منظمة العفو وتحقيقات بتسيلم
- حققت منظمة العفو الدولية لحقوق الإنسان في مقتل الهشلمون وخلصت في تقرير صدر بعد أيام قليلة من الحادث إلى أن الأدلة تشير إلى أنه كان إعدامًا خارج نطاق القضاء.[3] وقالت أن الهشلمون «لم تشكل في أي وقت تهديداً كافياً للجنود لجعل استخدامهم للقوة المميتة عمداً مسموحاً به» وأنه كان الأحدث في سلسلة طويلة من عمليات القتل غير المشروع التي نفذتها القوات الإسرائيلية في الضفة الغربية المحتلة مع الإفلات من العقاب.[5][13]
- قامت منظمة حقوق الإنسان الإسرائيلية بتسيلم بالتحقيق في القتل ووجدت أنه لا يوجد أي مبرر لإطلاق الرصاص على الهشلمون. ومع ذلك، لم تدعي المنظمة أن الحادث كان قتلًا خارج نطاق القضاء.[14]

## تحقيق جيش الإحتلال الإسرائيلي
أجرى الجيش الإسرائيلي تحقيقا في مقتل الهشلمون، وزعمت في تقريرها الذي صدر بعد حوالي شهر من القتل، أنها كانت تحمل سكينًا، وأن الجنود «تصرفوا بضبط النفس، وطلبوا منها إنزال سكينها مرارًا وتكرارًا لعدة لحظات» وأن إطلاق النار عليها كان مبررًا. لكن التحقيق زعم أيضا أن الجنود «كان بإمكانهم التصويب على مستوى منخفض وإطلاق عدد أقل من الرصاص مما فعلوه». وخلص التقرير إلى أن الوحدة لم ترتكب أي مخالفة جنائية.

## استجابات
- في تقرير نُشر في أكتوبر / تشرين الأول 2015، أدرجت الأورومتوسطية مقتل الهشلمون كمثال على «عمليات القتل التعسفي الإسرائيلية ونظامها من العنف البنيوي».[8]

- مفوضية الأمم المتحدة السامية لحقوق الإنسان في 20 يناير 2016 بشأن القضايا ذات الاهتمام في الأراضي الفلسطينية المحتلة. ذكرت مقتل الهشلمون كمثال واحد على «قوات الأمن الإسرائيلية، التي يُزعم أنها تعمل أحيانًا بقوة غير متناسبة، لدرجة أن هناك شكوك قوية في عمليات القتل خارج نطاق القضاء».[16]

- في 17 فبراير من عام 2016، كتب تسعة من أعضاء الكونجرس والسيناتور الأمريكي باتريك ليهي رسالة إلى وزارة الخارجية الأمريكية يستفسرون فيها عن «مزاعم محددة بوقوع انتهاكات جسيمة لحقوق الإنسان» من قبل قوات الأمن المصرية والإسرائيلية. ومن بين الادعاءات المذكورة مقتل هديل الهشلمون. وطلبوا من وزارة الخارجية تحديد ما إذا كانت التقارير ذات مصداقية، وإذا كان الأمر كذلك، ما إذا كانت ستطلق قانون ليهي، وهو قانون يمكن أن يتسبب في تعليق المساعدة العسكرية للدول التي تثبت إدانتها بانتهاكات حقوق الإنسان.[17]